# Menhir de Degernau
Le menhir de Degernau (en allemand : menhir von Degernau), connu également sous le nom de menhir de Bühlhölzle, est un mégalithe datant du Néolithique situé près de la commune de Wutöschingen, dans le Bade-Wurtemberg, en Allemagne.

## Situation
Le menhir est situé à Degernau, un quartier (Ortsteil) de Wutöschingen.

## Description
Daté de 2 000 à 1 800 av. J.-C., il s'agit d'un monolithe mesurant 2 m de haut avec une base rectangulaire de 1 m sur 0,80 m, et orienté nord/sud.
Le dolmen de Degernau se trouve à proximité du menhir.

## Histoire
Découvert renversé et partiellement enfoui en 1954, il est redressé en 1971.